# Alluvione di Crotone del 14 ottobre 1996
L'alluvione di Crotone del 14 ottobre 1996 fu un disastro determinato da una piena del torrente Esaro con conseguente inondazione di una vasta area della città di Crotone, soprattutto a ridosso dell'area industriale della stessa, che causò la morte di 6 persone, migliaia di sfollati, danni a 358 imprese per 126 miliardi di lire del 1996.

## L'evento
Il 14 ottobre 1996 la città di Crotone, sul versante ionico della Calabria, subì una violenta inondazione a seguito della caduta di consistenti piogge che andarono a sommarsi a quelle che già avevano interessato in modo considerevole la provincia la settimana precedente, saturando così i terreni e causando piene e straripamenti di diversi corsi d'acqua presenti nella zona tra i quali il torrente Passovecchio e il fiume Esaro.
Nella mattinata caddero in particolare sul bacino di quest'ultimo circa 120 mm di pioggia (nella settimana si erano così raggiunti complessivamente i 330 mm), che andarono così a sovralimentare tutti i corsi d'acqua affluenti dell'Esaro provenienti dalla zona di Cutro. 
Nella località di "stazione Isola Capo Rizzuto" si formò così un'incontenibile e violenta piena dello stesso fiume (in seguito calcolata con una portata di oltre 1000 m³/s).
La piena raggiunse verso le ore 12 il rione "Gabelluccia", nella periferia occidentale di Crotone: una massa di acqua e fango sommerse i primi piani delle abitazioni dello stesso quartiere, estendendosi successivamente verso la zona industriale, dove interessò sia i fabbricati in riva sinistra, già allagati in precedenza per lo straripamento dell'affluente Papaniciaro, sia quelli in riva destra, presso il rione "Gesù", dopodiché l"acqua raggiunse anche il centro storico cittadino incanalandosi lungo via Nicoletta.
L'alluvione provocò 6 vittime (Paolo Pupa, Angela Trovato, Luca Buscema, Michela Cicchetto, Luca Tavano e Bruno Comisso) e danni ingentissimi: numerosi prefabbricati industriali furono spazzati via dall'acqua e la zona commerciale e industriale della città risultò essere pesantemente devastata. L'acqua, in alcune strade del centro abitato,
raggiunse perfino i quattro metri d'altezza.
Gli effetti dello straripamento furono poi aggravati dal pesante abusivismo edilizio: i quartieri di Gabelluccia e Gesù, quest'ultimo costruito a ridosso dello stabilimento della Montecatini, erano infatti sorti negli anni '80, nelle zone di espansione del fiume. Furono distrutti quasi tutti i ponti. Vennero colpite 358 imprese con danni per 126 miliardi di lire del 1996.